# Клеомен из Навкратиса
Клеомен (др.-греч. Κλεομένης, убит в промежутке между осенью 323 и началом 321 года до н. э.) — финансовый администратор Египта во время Александра Македонского.
После завоевания Египта в 332 году до н. э. македонянами Александр разделил власть в завоёванной стране между несколькими номархами. Местному уроженцу из греческой колонии Навкратис Клеомену были поручены получение дани и строительство Александрии. На этой должности Клеомен проявил себя с одной стороны эффективным управленцем и прекрасным финансистом, который за несколько лет построил мегаполис на побережье Средиземного моря и наполнил казну, а с другой — корыстолюбивым и беспринципным чиновником, который вверг страну в нищету. Одним из источником доходов Клеомена стала торговля египетским зерном. Демосфен называл Клеомена человеком, который принёс немало зла эллинам, так как его спекуляции привели к существенному повышению цен на зерно.
После смерти Александра новым сатрапом Египта назначили Птолемея, а Клеомен становился гиппархом. Античные источники не дают возможности детально описать последующий конфликт, в ходе которого Клеомен был убит, а Птолемей стал единоличным правителем Египта.

## Биография

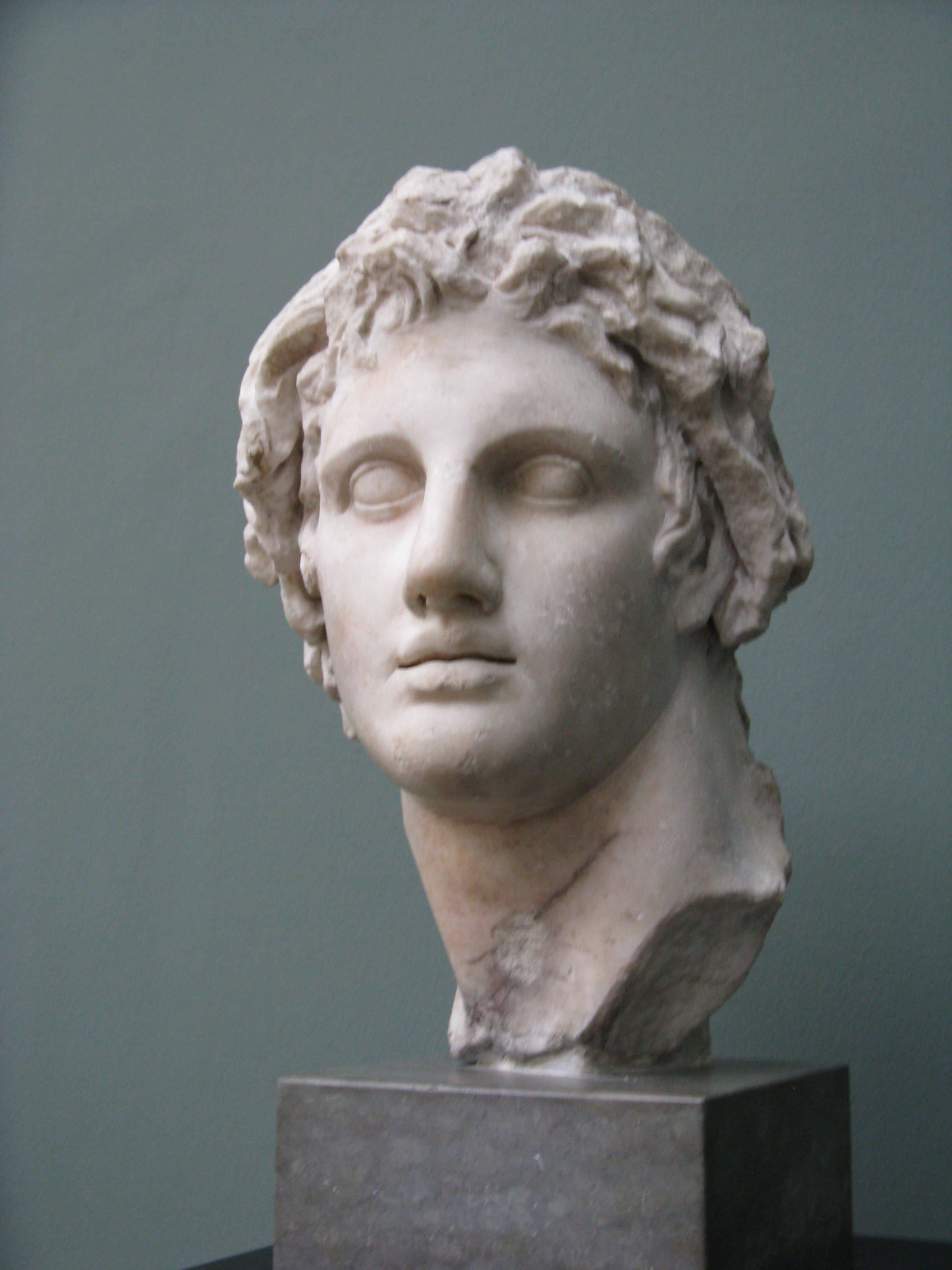
Античный бюст Александра Македонского в Новой глиптотеке Карлсберга, Копенгаген, Дания

Клеомен был уроженцем общегреческой колонии Навкратис на западе дельты Нила. О жизни Клеомена ничего неизвестно до завоевания Египта Александром Македонским в 332 году до н. э. Античные авторы указывали на лидерство Клеомена в созданной македонянами администрации Египта. Арриан писал, что Александр передал Клеомену из Навкратиса управление «Аравией, прилегающей к Героополю». Согласно Юстину, Клеомен, построивший Александрию, был помощником Птолемея, который «за доблесть» получил в управление «Египет с частью Африки и Аравии»; Псевдо-Аристотелю и Павсанию — сатрапом Египта при Александре, Квинту Курцию Руфу — чиновником, который ведал податными сборами с Африки и Египта. В связи с противоречивостью информации из античных источников формальный статус Клеомена во главе администрации Египта при Александре Македонском достоверно неизвестен.
И. Г. Дройзен писал, что Клеомен получил приказ принимать дань от номархов, а также стать главным надзирателем за постройкой Александрии. Ф. Шахермайр считал, что Клеомен сделал номархов «игрушками в своих руках». После того, как он навербовал войско наёмников, в его руках оказалась и исполнительная власть в Египте. По мнению египтолога И. А. Ладынина, Клеомен был назначен главным финансовым администратором Египта, что и привело к его возвышению над другими администраторами. Такая особая роль, которую играл Клеомен в Египте, связана с поручением Александра построить и заселить Александрию. Наместник Александра блестяще справился со своей задачей, так как к 324 году до н. э. город был уже построен. То, что человеку, ответственному за создание нового мегаполиса и потенциальной столицы Македонской империи, перепоручили финансы области довольно естественно. Для Александра строительство Александрии было своего рода «личным проектом». Соответственно, Клеомен находился в постоянной прямой связи с царём, что придавало ему особый вес среди должностных лиц Египта. Арриан упоминал о письме Александра Клеомену после смерти Гефестиона с приказом выстроить в честь бывшего фаворита храм в Александрии и на острове Фарос. Также Клеомену было поручено вырезать имя Гефестиона на печатях, которыми купцы скрепляют свои договоры. Д. П. Махаффи отмечал, что в письме был упомянут Фаросский маяк, который построили уже после смерти Александра. На этом основании он пришёл к выводу, что письмо является поддельным или вымышленным.
В ведении Клеомена также находилось развитие хлебной торговли. Он стремился сконцентрировать большую часть морской торговли в Александрии.

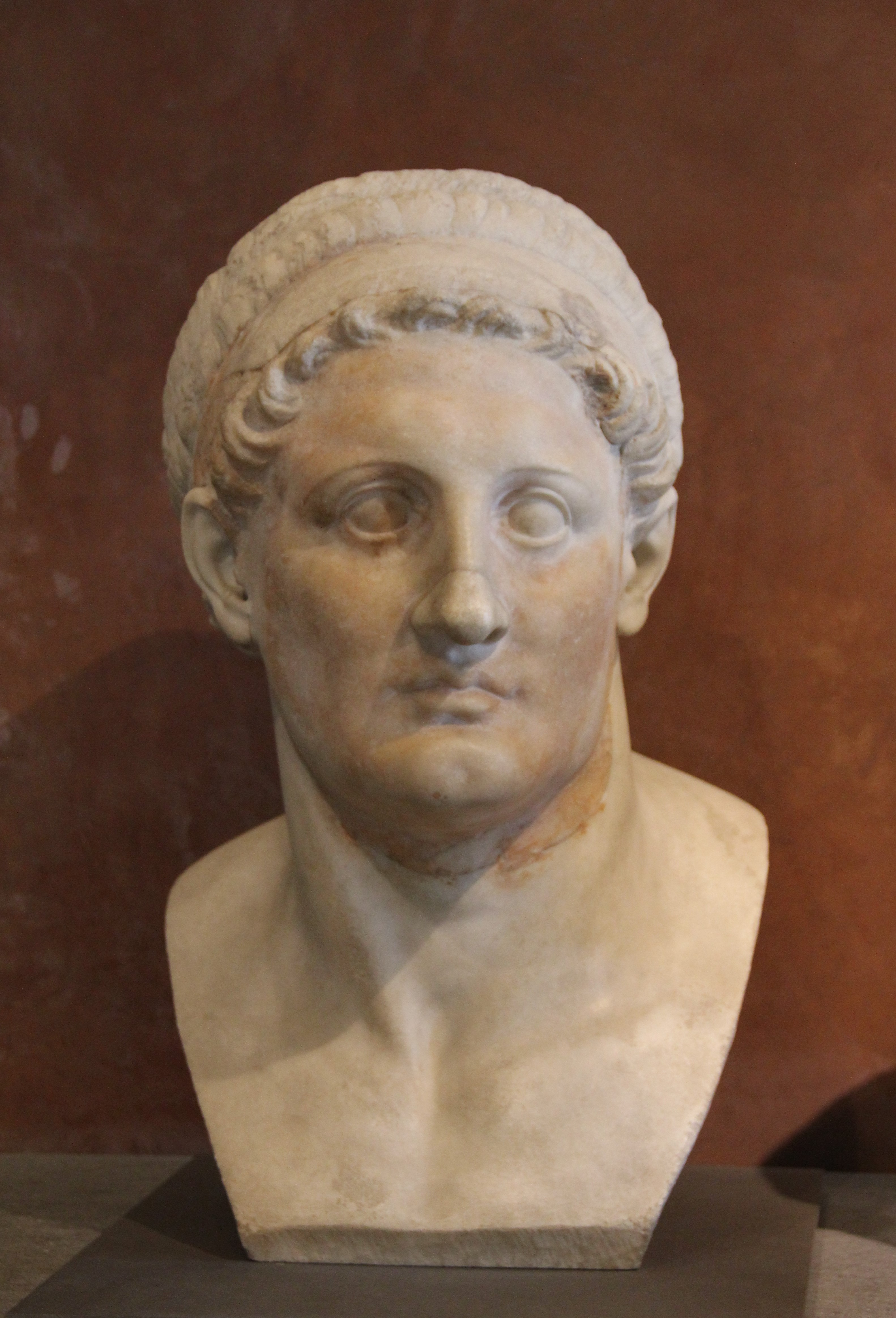
Сатрап Египта Птолемей в противостоянии с которым Клеомен погиб. Бюст Птолемея. Лувр, Париж

При разделе империи после смерти Александра в июне 323 года до н. э. в Вавилоне сатрапом Египта был назначен Птолемей, а Клеомен становился гиппархом. Осенью того же года Птолемей прибыл в Египет. Античные источники не дают возможности детально описать последующий конфликт между Птолемеем и Клеоменом. Лишь Павсаний утверждал, что «[Птолемей] переправился в Египет, убил Клеомена, которого Александр поставил в качестве сатрапа над Египтом, считая его сторонником Пердикки и поэтому человеком, которого нельзя считать верным и преданным ему, Птолемею». Согласно гипотезе Э. Бивена, разрыв между Клеоменом и Птолемеем произошёл не сразу. По мнению историка, Клеомен был доверенным лицом регента Македонской империи Пердикки в Египте, и Птолемей некоторое время был вынужден терпеть Клеомена. Однако, когда Птолемей явно пошёл наперекор формальному главе империи, организовав похищение тела Александра, устранение одного из правителей Египта стало неизбежным. По мнению Э. Бивена, Птолемей мог привлечь Клеомена к суду по какому-нибудь обвинению и казнить. Косвенно, об убийстве Клеомена через некоторое время, а не сразу после прибытия Птолемея свидетельствует тот факт, что на момент смерти Александра в подчинении финансового администратора Египта находилось не менее 4 тысяч наёмников, в то время как Птолемей обладал лишь собственной гвардией. Птолемею было необходимо время, чтобы набрать силы и бросить вызов Клеомену.
В реконструкции Ю. Н. Литвиненко, Клеомен не захотел подчиниться новоприбывшему сатрапу и служить при нём гиппархом с неясными полномочиями. Конфликт становился неизбежным, так как в руках Клеомена находилась казна, которая насчитывала 8 тысяч талантов, и контроль над войском наёмников. Птолемей, в свою очередь, мог использовать общую непопулярность Клеомена среди населения, греческих поселенцев и жрецов. Показательно, что верность Клеомену сохранил лишь гарнизон наёмников в Мемфисе. Не раньше осени 323 года до н. э. и не позднее 322/321 года до н. э. в сражении под стенами Мемфиса удача сопутствовала Птолемею, а Клеомен был убит. Важную роль в захвате города сыграла некая выдумка военного инженера Сострата Книдского, которую Лукиан Самосатский описал словами: «последний отдал Мемфис в руки Птолемея без осады, разделив и отведя воды реки». В 321 году до н. э., перед началом похода на Египет, регент Македонской империи Пердикка в качестве официального повода военной кампании выдвинул против Птолемея несколько обвинений, одним из которых стало убийство Клеомена.

## Оценки Клеомена как финансового администратора
Клеомен контролировал крупнейший в Средиземноморье центр хлебного экспорта. Это поставило в зависимость от него греческие полисы, а также, опосредованно, Александра. И. Г. Дройзен отмечал, что Клеомен был прекрасным финансистом и эффективным администратором, который знал местные египетские обычаи. По мнению историка, Александр, находясь за многие тысячи километров от Египта, не мог привлечь, даже если бы хотел, его к ответственности, так как один знак немилости мог побудить Клеомена бежать с накопленными сокровищами, либо выйти из-под контроля македонян. Учитывая стратегическую важность Египта, македонский царь зависел от своего наместника и был вынужден смотреть сквозь пальцы на любые его оплошности. Возможно, Александр попытался по совету Клеомена применить подобную египетской систему распределения властных полномочий в Финикии и Малой Азии. Македонский царь даже примирился с превращением своего ставленника во всемогущего правителя. Клеомен использовал своё влияние для максимизации прибыли, что хоть и привело к наполнению казны, принесло ему дурную славу. Арриан писал о Клеомене, как «о человеке худом, натворившем много несправедливостей в Египте». Демосфен назвал его человеком, который принёс немало зла Афинам и остальным эллинам тем, что с помощью подручных вздувал цены на хлеб. Действия Клеомена, который своими спекуляциями даже вызвал голод в Афинах, привели к ухудшению взаимоотношений между Македонией и греческими полисами.
Демосфен и Псевдо-Аристотель приводят описание методов наполнения казны Клеоменом путём спекуляции зерном. Демосфен утверждал, что у него была широкая сеть осведомителей в греческих полисах, которые постоянно информировали его о ценах на ту или иную продукцию. Исходя из полученной информации Клеомен перенаправлял корабли с грузами в тот или иной порт. Аристотель описывал ситуацию, когда в Египте случился неурожай и Клеомен запретил вывозить хлеб. Номархи обратились к наместнику Александра с жалобой, что без торговли зерном они не смогут внести налоги в царскую казну. Тогда Клеомен снял запрет на вывоз хлеба, но обложил его столь высокими пошлинами, что получил такой же доход как и в урожайные годы. Номархи, которым разрешили торговать сельскохозяйственной продукцией, также были вынуждены внести соответствующие средства в царскую казну. В другой год, согласно Аристотелю, Клеомен, пользуясь своим положением, скупил всё зерно за 10 драхм за меру, а затем продал за 32 драхмы. Спекуляция зерном была не единственным источником поступления денежных средств. Аристотель приводит несколько анекдотических историй, в которых Клеомен, хоть и выполнял свои обещания, обирал тех, с кем договаривался о чём-либо. Так, при посещении нома, божеством которого был крокодил, один из рабов Клеомена был съеден этой рептилией. Тогда Клеомен заявил, что намерен истребить крокодилов в области. Жрецы нома были вынуждены откупиться от истребления «своих божеств». В другой раз Клеомен заявил, что жители Каноба подлежат переселению в Фарос по приказу Александра. Жители внесли откупное, чтобы их оставили на месте. Однако через некоторое время Клеомен прибыл вновь и сказал, что им следует внести второй платёж, чтобы торговый порт был в Канобе, а не в Фаросе. После отказа они были переселены в Фарос. Для того, чтобы собрать средства с храмов, Клеомен заявил, что многие из них следует закрыть, так как они требуют больших расходов. Результатом стали взятки от каждого из храмов, с тем чтобы его не закрыли. Подобный характер деятельности Клеомена привёл к появлению дискуссии в историографии о том, был ли Клеомен античным «финансовым гением», либо, напротив, его действия заслуживают критики, так как, по сути, приводили лишь к обнищанию страны. Также, Д. Фуллер отметил, что Клеомен не мог самостоятельно повышать налоги, которые, вероятно, находились в ведении номархов, и был вынужден изыскивать другие способы для наполнения казны. И. Г. Дройзен подчёркивал, что «корыстолюбивое управление Клеомена ввергло Египет в глубочайшую нищету». Ф. Шахермайр считал Клеомена ничем не гнушавшимся спекулянтом и ростовщиком. А. С. Шофман считал, что Клеомен разорял египетских купцов, грабил греческие города за счёт всевозможных злодеяний. Однако он не соглашался с выводами коллег о том, что в основе его деятельности лежали исключительно «капиталистические принципы и методы».
При анализе свидетельств из «Экономики» Аристотеля И. А. Ладынин отмечает, что клеоменовы «приёмы» были направлены не на личное обогащение, а на пополнение казны. С формальной точки зрения они не являлись чистым произволом, так как предполагали создание проблемы, одним из вариантов решения которой был откуп. Протест египтян против действий наместника Александра был в данном случае направлен не только против Клеомена, но и представлял скрытую форму недовольства властью македонян.
Одновременно, успешная деятельность Клеомена при постройке Александрии позволила историкам называть его «архитектором» и выдающимся «организатором». Специализация Клеомена на хозяйственной сфере, в то время когда реальная власть в империи принадлежала военачальникам, ставила его в весьма уязвимое положение. Наместник не-военачальник был полностью зависим от расположения Александра. В его подчинении находились незначительные воинские контингенты и территории, при наличии громадных финансовых средств. Д. Грейнджер посчитал такое распределение власти в Египте Александром дилетантским и неудачным.
Не исключено, что общий негативный образ Клеомена в античных источниках, который был перенесён и в большинство современных научных работ, сложился за счёт пропаганды Птолемеев, где «дурной» правитель Клеомен противопоставлялся попечительному родоначальнику династии Птолемею I Сотеру.

### Исследования
- Дройзен И. Г. История эллинизма. История Александра Великого. — М.: Академический Проект, 2011. — 623 с. — (Технологии истории). — ISBN 978-5-8291-1304-9.
- Дройзен И. Г. История эллинизма. — Ростов н/Д.: Феникс, 1995. — Т. 2. — 544 с. — ISBN 5-85880-079-3.
- Ладынин И. А. К вопросу о характере полномочий и формальном статусе Клеомена из Навкратиса // Проблемы истории, филологии, культуры. — 2012. — Вып. 38, № 4. — С. 89—100. — ISSN 2658-316X.
- Ладынин И. А. Сведения Псевдо-Аристотелевой "Экономики" о Клеомене из Навкратиса И топосы древнеегипетской пропаганды // Вестник древней истории. — 2013. — Вып. 285, № 2. — С. 18—40. — ISSN 0321-0391.
- Литвиненко Ю. Н. Сострат Книдский, Птолемей и захват Мемфиса: проблема датировки // Вестник древней истории. — М.: Наука, 1998. — Вып. 224, № 1. — С. 152—159.
- Сильнов А. В., Макарова Е. В. Дворец Клеопатры в Александрии: концептуальный проект реконструкции // Вопросы подводной археологии. — 2021. — № 12. — С. 74—88. — ISSN 2220-0959. — doi:10.24412/2220-0959-2021-12-74-88.
- Фуллер Д. Военное искусство Александра Великого / Пер. с англ. Н. А. Поздняковой. — М.: ЗАО «Центрполиграф», 2003. — 350 с. — ISBN 5-9524-0606-8.
- Шахермайр Ф. Александр Македонский. — Ростов н/Д.: Феникс, 1997. — 576 с. — ISBN 5-85880-313-Х.
- Шофман А. С. Восточная политика Александра Македонского / Печатается по постановлению редакционно-издательского совета Казанского университета. Отв. редактор В. Д. Жигунин. — Казань: Издательство Казанского университета, 1976.
- Bevan E.[англ.]. The House of Ptolemy (англ.). — London, 1927.
- Grainger J. D. The Ptolemies, Rise of a Dynasty: Ptolemaic Egypt 330–246 BC (англ.). — Yorkshire; Philadelphia: Pen&Sword History, 2022. — ISBN 978-1-39909-023-0.
- Heckel W. Who's Who in the Age of Alexander and his Successors. From Chaironea to Ipsos (338—301 BC) (англ.). — Barnsley: Greenhill Books, 2021. — 554 p. — ISBN 978-1-78438-648-1.